# Poulan (Géorgie)
Pour l’article homonyme, voir Poulan.
Poulan est une ville américaine située dans le comté de Worth en Géorgie.

## Démographie
| 1900 | 1910 | 1920 | 1930 | 1940 | 1950 |
| ---- | ---- | ---- | ---- | ---- | ---- |
| 474  | 652  | 586  | 611  | 670  | 750  |

| 1960 | 1970 | 1980 | 1990 | 2000 | 2010 |
| ---- | ---- | ---- | ---- | ---- | ---- |
| 736  | 766  | 818  | 962  | 946  | 851  |

Selon le recensement de 2010, Poulan compte 851 habitants. La municipalité s'étend sur 1,67 milles carrés (4,33 km2).